# 헨리 워드 비처
헨리 워드 비처(Henry Ward Beecher, 1813년 6월 24일 ~ 1887년 3월 8일)는 미국의 회중교회 성직자, 사회 개혁가, 웅변가로, 노예제 폐지운동 지지, 하느님의 사랑 강조, 그리고 1875년 간통 재판으로 알려져 있다. 그리스도의 사랑에 대한 그의 수사학적 초점은 21세기까지 주류 기독교에 영향을 미쳤다.
비처는 당대 가장 잘 알려진 복음 전도가 중 한 명이 된 칼뱅주의 목사 라이먼 비처의 아들이었다. 그의 형제자매 중 여러 명은 잘 알려진 교육자이자 활동가가 되었는데, 특히 노예제 폐지 소설 톰 아저씨의 오두막으로 세계적인 명성을 얻은 해리엇 비처 스토가 가장 유명하다. 헨리 워드 비처는 1834년에 애머스트 칼리지를, 1837년에 레인 신학교를 졸업한 후 인디애나주 로렌스버그에서 목사로 재직했으며, 나중에는 교회가 서클 홀에 위치한 인디애나폴리스의 세컨드 프레스비테리안 교회에서 목사로 재직했다.
1847년 비처는 뉴욕 브루클린의 플리머스 교회의 초대 목사가 되었다. 그는 곧 유머, 방언, 속어를 사용하는 새로운 웅변 스타일로 강연계에서 명성을 얻었다. 그의 목회 기간 동안, 그는 무엇보다 하느님의 사랑을 강조하는 신학을 발전시켰다. 그는 또한 사회 개혁, 특히 노예제 폐지운동에 관심을 갖게 되었다. 남북 전쟁을 앞둔 몇 년 동안, 그는 노예들을 구매하고 노예제 폐지론자들에게 "비처의 성경"이라는 별명이 붙은 소총을 보내기 위해 돈을 모았다. 그는 남북 전쟁 중 유럽을 순회하며 연방을 지지하는 연설을 했다.
전쟁 후, 비처는 여성 참정권과 금주 운동과 같은 사회 개혁 운동을 지지했다. 그는 또한 찰스 다윈의 진화론을 옹호하며, 그것이 기독교 신념과 양립할 수 없지 않다고 주장했다. 그는 널리 간통자라는 소문이 돌았고, 1872년 우드헐 & 클라플린 위클리는 그의 친구이자 전 동료였던 시어도어 틸턴의 아내인 엘리자베스 리차즈 틸턴과의 불륜에 대한 이야기를 실었다. 1874년 틸턴은 비처를 상대로 "형사적 대화" 혐의로 소송을 제기했다. 그 결과 배심원단은 의견 일치를 보지 못했고, 이 재판은 세기에서 가장 널리 보도된 재판 중 하나였다.
1863년 아버지의 죽음 이후, 비처는 의심할 여지 없이 "미국에서 가장 유명한 설교자"였다. 비처의 오랜 대중 생활은 전기 작가 데비 애플게이트가 그의 전기를 미국에서 가장 유명한 남자라고 부르게 했다.

## 초기 생활

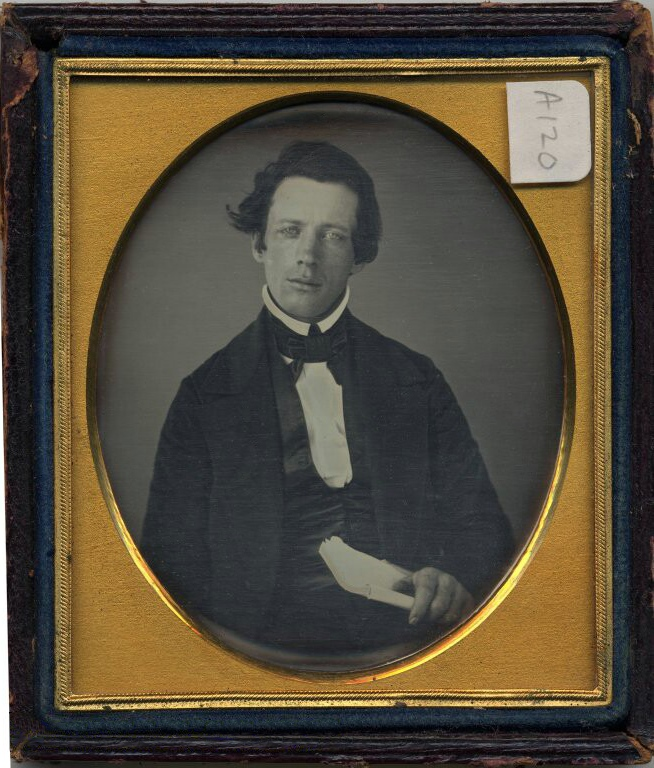
젊은 시절 비처의 다게레오타입

비처는 코네티컷주 리치필드에서 보스턴 출신의 장로교 목사인 라이먼 비처의 13남매 중 여덟째로 태어났다. 그의 형제자매로는 작가 해리엇 비처 스토, 교육자 캐서린 비처와 토머스 K. 비처, 활동가 찰스 비처와 이사벨라 비처 후커가 있었으며, 그의 아버지는 "미국에서 가장 많은 두뇌를 가진 남자들의 아버지"로 알려졌다. 비처의 어머니 록사나는 헨리가 세 살 때 사망했고, 그의 아버지는 해리엇 포터와 결혼했는데, 헨리는 그녀를 "엄하고" 우울증에 시달렸다고 묘사했다.
비처는 또한 한동안 매사추세츠주 휘틴스빌에서 학교를 가르쳤다.
비처의 집은 "재미와 진지함의 가장 이상하고 흥미로운 조합"이었다. 가족은 가난했고, 라이먼 비처는 자녀들에게 "기도회, 강연, 종교 예배로 꽉 찬 일정"을 할당했으며, 극장, 춤, 대부분의 소설, 생일이나 크리스마스 축하를 금지했다. 가족의 취미는 이야기를 듣고 아버지가 바이올린을 연주하는 것을 듣는 것이었다.
비처는 어릴 적 말더듬이가 있었다. 그는 또한 머리가 둔하고 재능 있는 비처의 자녀들 중 덜 유망한 축에 속하는 것으로 여겨졌다. 그의 형편없는 성적은 그에게 벌칙을 안겼는데, 예를 들어 여자들의 코너에 몇 시간 동안 바보 모자를 쓰고 앉아 있어야 했다. 14세에 그는 매사추세츠주 애머스트에 있는 기숙학교인 마운트 플레전트 클래식 연구소에서 웅변 훈련을 시작했고, 그곳에서 스미르나 그리스인 콘스탄틴 폰돌라이크 뉴웰을 만났다. 그들은 함께 애머스트 칼리지에 다녔고, 그곳에서 평생 우정과 형제애를 맹세하는 계약을 맺었다. 폰돌라이크는 1848년 10월경 그리스로 돌아온 후 콜레라로 사망했고, 비처는 셋째 아들의 이름을 그에게서 따왔다.
애머스트 시절, 비처는 1831년 남동쪽으로 약 4마일 떨어진 당시 로그타운으로 불리던 마을의 학교 건물(오늘날 드와이트로 알려져 있음)에서 첫 설교 또는 강연을 하며 대중 연설을 처음 경험했다. 그는 애머스트 칼리지 2학년이었고, 곧이어 목사가 되기로 결심하며 바다로 나가려던 어린 시절의 꿈을 접었다. 그는 유명한 의사의 딸인 미래의 아내 유니스 불라드를 만났고, 1832년 1월 2일 약혼했다. 그는 또한 골상학이라는 사이비 과학에 관심을 갖게 되었는데, 이는 성격 특성을 인간 두개골의 특징과 연결하려는 시도였고, 이 이론의 미국 내 가장 잘 알려진 옹호자가 된 올슨 스콰이어 파울러와 친구가 되었다.
비처는 1834년에 애머스트 칼리지를 졸업하고, 오하이오주 신시내티 외곽에 있는 레인 신학교에 다녔다. 레인 신학교는 "미국에서 가장 유명한 설교자"가 된 비처의 아버지가 이끌고 있었다. 학생회는 원죄 문제와 노예 제도 문제로 분열된 노예 제도 질문, 즉 라이먼 비처처럼 점진적 해방을 지지할 것인지 아니면 즉각적인 해방을 요구할 것인지에 대해 나뉘었다. 비처는 급진적인 학생들에게 동정적이었지만 아버지에게 불복종하기를 꺼려 논란에서 대체로 벗어나 있었다. 그는 1837년에 졸업했다.

## 초기 목회
1837년 8월 3일, 비처는 유니스 불라드와 결혼했고, 두 사람은 가난한 작은 마을 인디애나주 로렌스버그로 향했는데, 그곳에서 비처는 퍼스트 프레스비테리안 교회의 목사직을 제의받았다. 그는 "신학파"와 "구학파" 장로교 사이의 분열에 연루되면서 전국적인 명성을 얻게 되었는데, 이들은 원죄 문제와 노예제 문제로 나뉘어 있었다. 헨리의 아버지 라이먼은 신학파의 주요 지지자였다. 헨리가 신학파 입장을 고수했기 때문에, 구학파가 지배하는 노회는 그를 목사로 임명하는 것을 거부했고, 그로 인한 논란은 서부 장로교회를 서로 경쟁하는 노회로 분열시켰다.

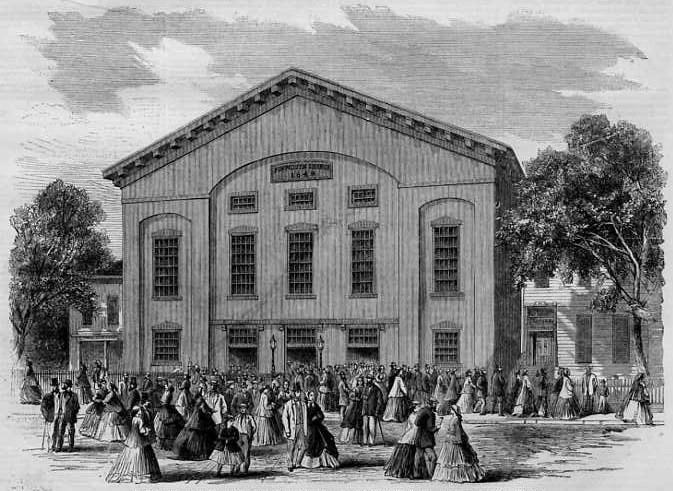
1866년 플리머스 교회

헨리 비처의 로렌스버그 교회가 그를 목사로 유지하기 위해 시노드로부터 독립을 선언했음에도 불구하고, 1837년 공황 이후의 빈곤으로 인해 그는 새로운 직책을 찾게 되었다. 은행가 새뮤얼 메릴은 1839년에 비처를 인디애나폴리스로 초대했고, 그는 1839년 5월 13일에 그곳의 세컨드 프레스비테리안 교회의 목사직을 제의받았다. 그의 시대의 연사로서는 이례적으로, 비처는 설교할 때 유머와 방언, 속어를 포함한 비공식적인 언어를 사용했다. 그의 설교는 큰 성공을 거두어 세컨드 프레스비테리안 교회를 도시에서 가장 큰 교회로 만들었고, 그는 또한 근처 테르 오트에서 성공적인 부흥회를 이끌었다. 그러나 늘어나는 부채로 인해 비처는 1847년에 다시 새로운 직책을 찾게 되었고, 사업가 헨리 보웬의 초대를 받아 뉴욕 브루클린의 새로운 플리머스 회중 교회를 이끌게 되었다. 비처의 전국적인 명성은 계속해서 커져나갔고, 그는 강연 순회를 시작하여 국내에서 가장 인기 있는 연사 중 한 명이 되었고, 그에 상응하는 높은 강연료를 받았다.
그의 설교 과정에서 헨리 워드 비처는 아버지 라이먼의 신학을 거부했는데, 이는 "인간의 운명이 하느님의 계획에 의해 미리 정해져 있다는 옛 신념과 이성적인 남성과 여성이 사회의 죄악된 방식을 정화할 수 있는 능력에 대한 믿음을 결합한 것"이었다. 헨리는 대신 인간의 죄악보다 하느님의 절대적인 사랑을 강조하고 지옥의 존재를 의심하는 "사랑의 복음"을 설교했다. 그는 또한 그의 아버지가 거룩한 삶의 방해물이라며 다양한 여가 활동을 금지한 것을 거부하고, 대신 "인간은 즐거움을 위해 만들어졌다"고 말했다.

## 사회 및 정치 운동

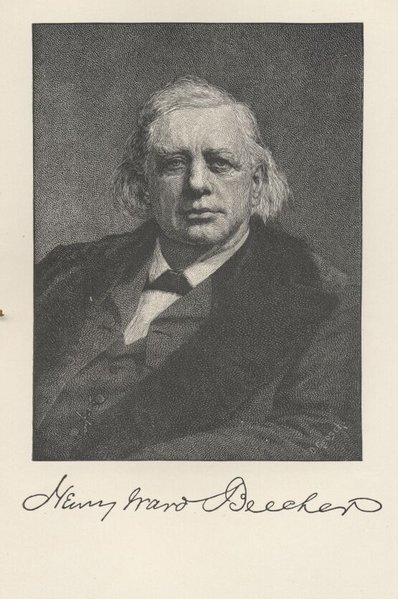
헨리 워드 비처의 스케치

### 노예제 폐지론
헨리 워드 비처는 당시의 많은 사회 문제, 특히 노예제 폐지 운동에 참여했다. 비록 비처는 신학교 시절부터 노예제를 혐오했지만, 그의 견해는 노예제 종식을 의미한다면 연방 해체도 주장했던 윌리엄 로이드 개리슨과 같은 노예제 폐지론자들보다 일반적으로 더 온건했다. 비처에게 개인적인 전환점은 1848년 10월에 두 명의 탈출한 젊은 여성 노예가 재포획되었다는 소식을 들었을 때 찾아왔다. 그들의 아버지는 그들을 포로 상태에서 구출할 기회를 제안받았고, 비처에게 자금 모금을 도와달라고 요청했다. 비처는 소녀들의 자유를 확보하기 위해 2천 달러 이상을 모금했다. 1856년 6월 1일, 그는 사라라는 이름의 젊은 여성의 자유를 구매할 충분한 기여금을 모으기 위해 또 다른 모의 노예 경매를 열었다.

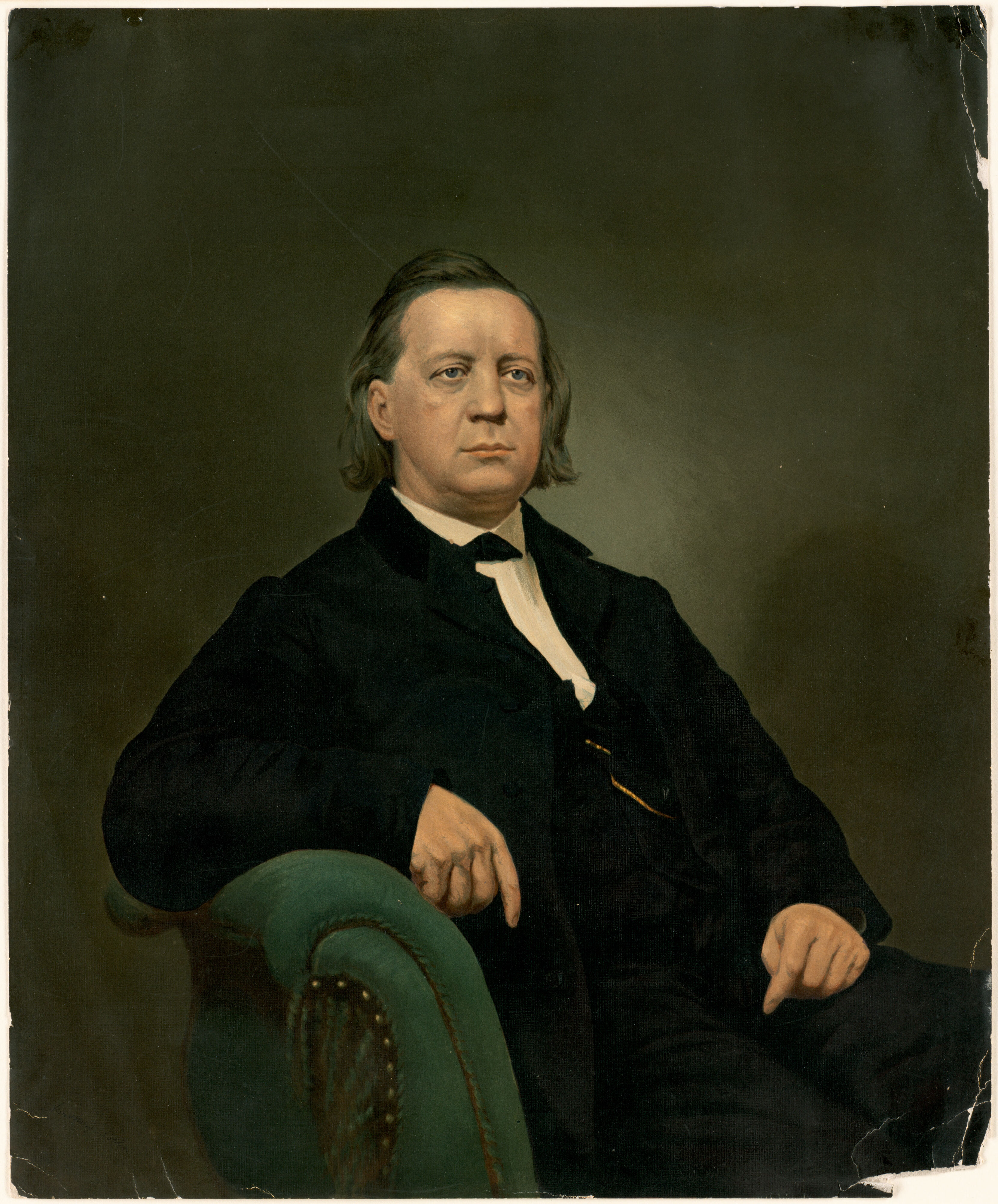
헨리 워드 비처, 약 1861년-1897년; 보스턴 공공 도서관의 루이스 프랭 앤 컴퍼니 소장품

그의 널리 재인쇄된 글 "우리가 타협해야 하는가"에서 비처는 휘그당 상원의원 헨리 클레이 시니어가 중재한 노예제 반대 세력과 노예제 찬성 세력 간의 타협인 1850년 타협을 맹렬히 비난했다. 이 타협은 캘리포니아에서 노예제를 금지하고 워싱턴 D.C.에서 노예 거래를 금지했지만, 강화된 1850년 도망노예법을 대가로 했다. 비처는 특히 마지막 조항에 반대하며, 탈출한 노예들을 먹이고 보호하는 것이 기독교인의 의무라고 주장했다. 노예제와 자유는 근본적으로 양립할 수 없으므로 타협은 불가능하다고 비처는 주장했다. "둘 중 하나는 죽어야 한다." 1856년, 비처는 공화당의 첫 대선 후보인 존 C. 프리몬트를 위해 선거 운동을 벌였다. 비처의 도움에도 불구하고 프리몬트는 민주당의 제임스 뷰캐넌에게 패배했다. 캔자스 준주에서 "피의 캔자스"로 알려진 남북 전쟁 이전 분쟁 동안, 비처는 노예제 폐지론자들에게 샤프스 소총을 보내기 위해 자금을 모금하며, 이 무기들이 "백 권의 성경"보다 더 큰 선을 행할 것이라고 말했다. 언론은 나중에 이 무기들을 "비처의 성경"이라고 불렀다. 비처는 그의 노예제 폐지 행동으로 미국 남부에서 널리 미움을 받았고 수많은 살해 협박을 받았다.
1863년 남북 전쟁 중에 에이브러햄 링컨 대통령은 비처를 유럽 순회 강연에 보내 연방의 대의명분을 위한 지지를 구축하도록 했다. 비처의 연설은 유럽 대중의 감정을 반군 아메리카 연합국에 대항하도록 바꾸고 외국 세력에 의한 연합국 승인을 막는 데 도움이 되었다. 1865년 4월 전쟁이 끝날 무렵, 비처는 전쟁의 첫 포성이 발사되었던 사우스캐롤라이나주 섬터 요새에서 연설하도록 초청받았다. 링컨은 다시 한번 그를 직접 선택하며 "비처가 아니었다면 깃발을 올릴 일이 없었을 것이기 때문에, 깃발을 올리는 행사에 비처를 보내 연설하게 하는 것이 좋을 것 같다"고 말했다. (참조: 섬터 요새의 깃발 게양.)

### 다른 견해

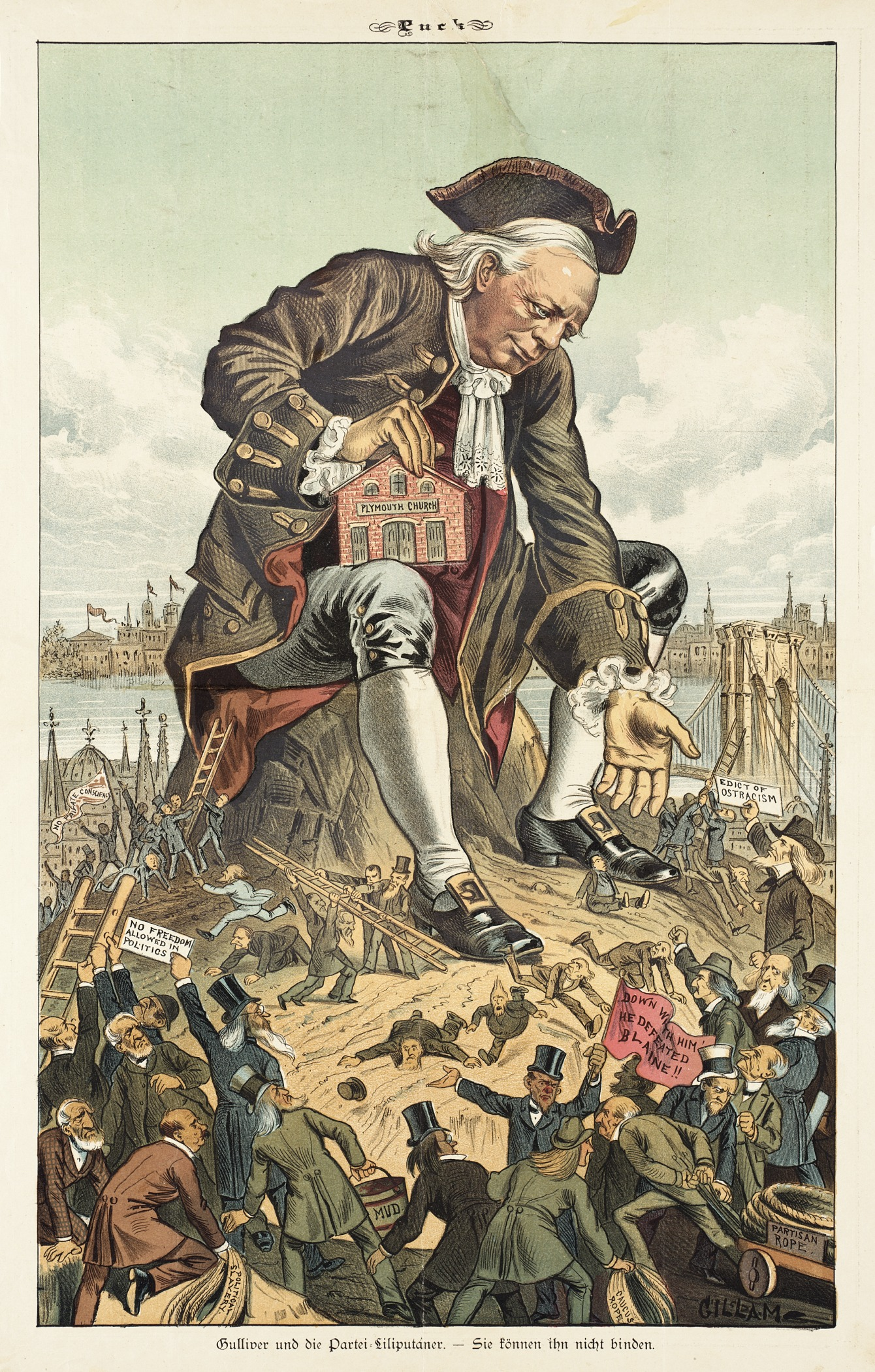
비처가 걸리버가 된 모습 (1885년)

비처는 평생 동안 금주 운동을 옹호했으며 엄격한 절대금주주의자였다. 남북 전쟁 이후 그는 여성 참정권 운동의 지도자가 되기도 했다. 1867년에 그는 참정권 강령으로 뉴욕 헌법 제정회의 (1867–1868)의 대표가 되기 위해 캠페인을 벌였지만 실패했고, 1869년에는 미국 여성 참정권 협회의 초대 회장으로 만장일치로 선출되었다.
재건 시대에 비처는 앤드루 존슨 대통령의 남부 주들의 신속한 연방 복원 계획에 동조했다. 그는 산업계의 거물들이 사회의 지도자가 되어야 한다고 믿었으며 사회 다윈주의 사상을 지지했다. 1877년 대철도 파업 당시 그는 임금이 삭감된 파업자들을 강력히 비난하며 "사람은 빵만으로 살 수 없지만, 빵과 물로도 살 수 없는 사람은 살 자격이 없다"고 말했고, "만약 당신이 어려움을 겪고 있다면, 과감하게 가난 속으로 들어가라"고 말했다. 그의 발언은 너무나 인기가 없어서 "비처를 교수형에 처하라!"는 외침이 노동 집회에서 흔해졌고, 사복 형사들이 그의 교회를 보호했다.
영국 작가 허버트 스펜서의 영향을 받아 비처는 1880년대에 찰스 다윈의 진화론을 받아들였고, 자신을 "진심 어린 기독교 진화론자"로 여겼다. 그는 이 이론이 애플게이트가 "진보의 필연성"이라고 불렀던 것과 일치하며, 신의 계획의 일부로서 완벽을 향한 꾸준한 행진으로 보았다고 주장했다. 1885년 그는 이러한 견해를 설명하기 위해 《진화와 종교》를 썼다. 그의 설교와 글은 미국에서 이 이론이 받아들여지는 데 도움이 되었다.

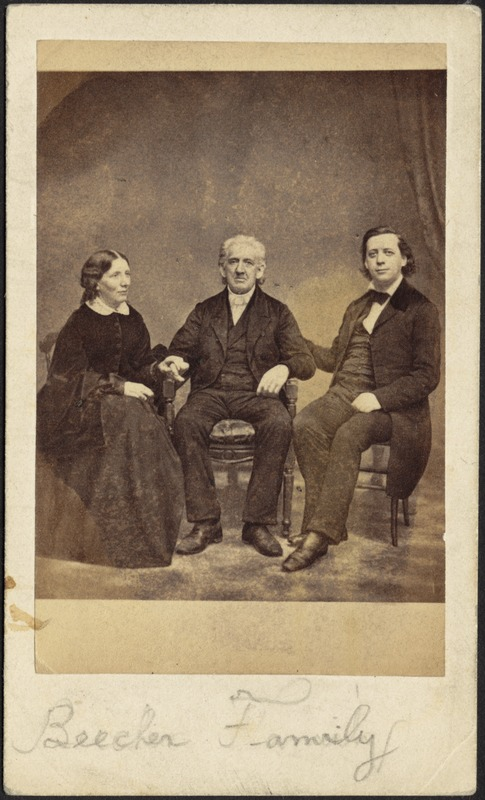
비처 가족, [약 1859년-1870년]. 보스턴 공공 도서관의 명함 수집품.

비처는 중국인의 미국 이민을 적극적으로 옹호했으며, 1882년까지 중국인 배척법 (미국)의 통과를 지연시키는 데 일조했다. 그는 아일랜드인과 같은 다른 이민자들이 사회적 지위의 점진적인 상승을 겪었듯이, 새로운 이민자들은 "우리가 하층 노동이라고 부르는 일"을 해야 하며, 중국인들은 "그들의 훈련과 천 년의 습관 때문에 그 일에 적합하다"고 주장했다.

## 개인 생활

### 결혼

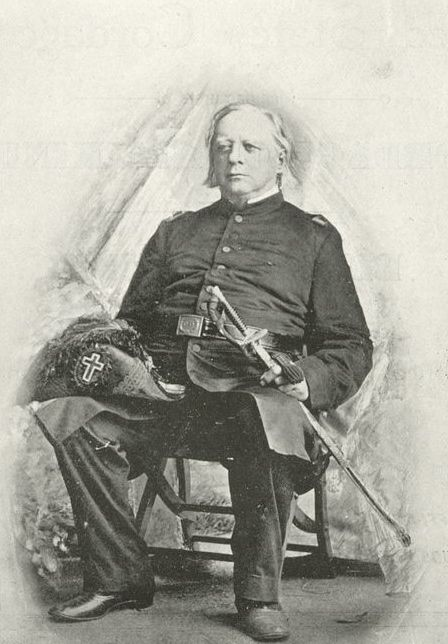
헨리 워드 비처, 1878년경. 그 해에 그는 뉴욕 주방위군 13연대의 채플린으로 임명되었다.

비처는 5년간의 약혼 끝에 1837년 유니스 불라드와 결혼했다. 그들의 결혼 생활은 행복하지 않았다. 애플게이트가 썼듯이, "결혼 1년 만에 그들은 무시와 잔소리라는 고전적인 결혼 생활의 순환에 빠져들었다"고 했고, 이는 헨리의 장기간 가출로 특징지어진다. 부부는 또한 여덟 자녀 중 넷을 잃는 고통을 겪었다.
비처는 여성들과의 교류를 즐겼으며, 혼외정사에 대한 소문은 인디애나 시절부터 돌았다. 그때 그는 한 어린 신도와 바람을 피운 것으로 여겨졌다. 1858년, 브루클린 이글은 그가 후에 매춘부가 된 또 다른 어린 교회 신도와 바람을 피웠다고 고발하는 기사를 썼다. 비처의 후원자이자 편집자인 헨리 보웬의 아내는 임종 시 남편에게 비처와의 불륜을 고백했다. 보웬은 평생 동안 이 사건을 숨겼다.
비처의 지인 몇몇은 비처가 자신의 설교집 출판을 위해 협력했던 작가 에드나 딘 프록터와 불륜 관계에 있었다고 보고했다. 두 사람의 첫 만남은 논란의 여지가 있었다. 비처는 친구들에게 합의에 의한 관계였다고 말한 반면, 프록터는 헨리 보웬에게 비처가 자신을 강간했다고 말한 것으로 알려졌다. 초기 상황이 어떠했든, 비처와 프록터는 1년 이상 불륜 관계를 이어간 것으로 전해진다. 역사가 배리 워스에 따르면, "비처가 매주 일요일 저녁에 그의 정부 일곱, 여덟 명에게 설교한다는 것이 일반적인 가십이었다."

### 비처-틸턴 스캔들 사건 (1875)
매우 공개된 스캔들에서 비처는 친구의 아내인 엘리자베스 틸턴과 간통을 저지른 혐의로 재판을 받았다. 1870년에 엘리자베스는 남편 시어도어 틸턴에게 비처와 관계를 맺었다고 고백했다. 시어도어가 엘리자베스 케이디 스탠턴과 다른 사람들에게 아내의 고백을 말한 후 혐의가 공개되었다. 스탠턴은 동료 여성 권리 운동가인 빅토리아 우드헐과 이사벨라 비처 후커에게 그 이야기를 반복했다.
헨리 워드 비처는 우드헐의 자유연애주의 옹호를 공개적으로 비난했다. 그의 위선을 폭로할 기회를 본 그녀는 1872년 11월 2일 자신의 신문 《우드헐 앤 클라플린 위클리》에 "비처-틸턴 스캔들 사건"이라는 제목의 기사를 게재했다. 이 기사는 미국에서 가장 유명한 성직자가 설교단에서 비난했던 자유연애주의 교리를 은밀히 실천하고 있다는 자세한 주장을 담고 있었다. 우드헐은 뉴욕 시에서 체포되어 음란물을 우편으로 보낸 혐의로 투옥되었다. 이 스캔들은 비처 남매를 갈라놓았다. 해리엇과 다른 이들은 헨리를 지지했고, 이사벨라는 우드헐을 공개적으로 지지했다. 첫 재판은 우드헐의 것이었는데, 그녀는 기술적인 문제로 풀려났다.
이후의 심리와 재판은 월터 A. 맥두갈의 말에 따르면 "재건을 2년 반 동안 신문 1면에서 밀어냈다"고 하며, "미국 역사상 가장 선정적인 '그가 말했다, 그녀가 말했다' 사건"이 되었다. 1873년 10월 31일, 플리머스 교회는 비처를 "중상모략"한 혐의로 시어도어 틸턴을 파문했다. 회중 교회 협의회는 1874년 3월 9일부터 29일까지 틸턴의 제명에 대한 조사를 위한 심사 위원회를 개최했으며, 비처에 대한 혐의를 먼저 조사하지 않고 틸턴에 대해 조치한 플리머스 교회를 비난했다. 1874년 6월 27일, 플리머스 교회는 자체 조사 위원회를 설립하여 비처의 무죄를 입증했다. 틸턴은 이어서 비처를 상대로 간통 민사 소송을 제기했다. 비처-틸턴 재판은 1875년 1월에 시작되었고, 7월에 배심원단이 6일 동안 심의했지만 평결에 도달하지 못해 종료되었다. 1876년 2월, 회중 교회는 비처의 무죄를 입증하기 위한 최종 청문회를 열었다.
스탠턴은 비처의 거듭된 무죄 판결에 분노하며 이 스캔들을 "여성성의 홀로코스트"라고 불렀다. 프랑스 작가 조르주 상드는 이 사건에 대한 소설을 계획했지만, 다음 해 집필하기도 전에 사망했다.

## 말년과 유산

### 말년
1871년 예일 대학교는 "라이먼 비처 강좌"를 개설했으며, 헨리가 처음 세 번의 연례 강좌를 가르쳤다. 재판으로 인한 막대한 비용 지출 후, 비처는 서부 순회 강연을 시작하여 재정적으로 회복되었다. 1884년, 그는 서자 출산에 대해 용서받아야 한다고 주장하며 민주당 후보 그로버 클리블랜드를 대통령으로 지지하여 많은 공화당 동맹자들을 격분시켰다. 그는 1886년에 또 다른 잉글랜드 순회 강연을 했다.
1887년 3월 6일, 비처는 뇌졸중으로 쓰러져 3월 8일 잠결에 사망했다. 여전히 널리 인기 있는 인물이었던 그는 전국 신문과 설교에서 추모되었다. 헨리 워드 비처는 뉴욕 브루클린의 그린우드 묘지에 안장되어 있다. 비처의 손자 해리 비처는 1888년에 인쇄된 최초의 미국 미식축구 카드의 대상이 된 칼리지 풋볼 선수였다.

### 유산
비처의 유산을 평가하면서 애플게이트는 다음과 같이 말한다.
최고의 모습에서 비처는 미국 문화의 가장 사랑스럽고 인기 있는 흐름을 대표했다. 고칠 수 없는 낙관주의; 할 수 있다는 열정; 열린 마음, 열린 마음의 실용주의... 그의 명성은 그의 성공에 의해 가려졌다. 주류 기독교는 그리스도의 사랑이라는 수사법으로 너무나 깊이 스며들어 대부분의 미국인들은 다른 것을 상상할 수 없으며, 비처와 그의 동료들이 이룩한 혁명에 대한 감사나 기억이 없다.
1929년 로렌스버그의 퍼스트 프레스비테리안 교회는 비처 프레스비테리안으로 개명되었다.
조각가 존 퀸시 애덤스 워드가 제작한 헨리 워드 비처 기념물은 1891년 6월 24일 브루클린 보로 홀 공원에서 공개되었고, 1959년 캐드먼 플라자, 브루클린으로 이전되었다.
시인 올리버 허퍼드가 비처에 대해 쓴 리머릭 (시)은 미국에서 잘 알려지게 되었다.
한 위대한 회중교회 설교자가

암탉에게 말했지, "넌 참 아름다운 피조물이구나."

그러자 암탉은 그것 때문에

그의 모자에 알을 낳았으니,

그리하여 암탉은 비처에게 보답했네.— 올리버 허퍼드

올리버 웬들 홈스는 비처에 대한 자신의 리머릭을 제시했다.
헨리 워드 비처 목사는

암탉을 가장 우아한 피조물이라 칭했네.

그 말에 기뻐한 암탉은

그의 모자에 알을 낳았으니,

그리하여 암탉은 비처에게 보답했네.— 올리버 웬들 홈스

캐나다 출판 작곡가 크리스토퍼 J 배리는 다음과 같은 또 다른 리머릭을 제시했다.
헨리 워드 비처 목사는

암탉에 대해 말했다: "어떤 암탉은 우아한 피조물이다."

그 말에 기뻐한 암탉 중 일부는

그의 무릎에 알을 낳았다.

심판의 날에 설교자에게 무엇이 부화될까?— 크리스토퍼 조셉 배리

2022년, 뉴햄프셔 역사 표식 제274호가 뉴햄프셔주 캐럴에서 공개되어 비처와 그 도시에서의 그의 야외 설교를 기념했다.

## 저술

### 배경

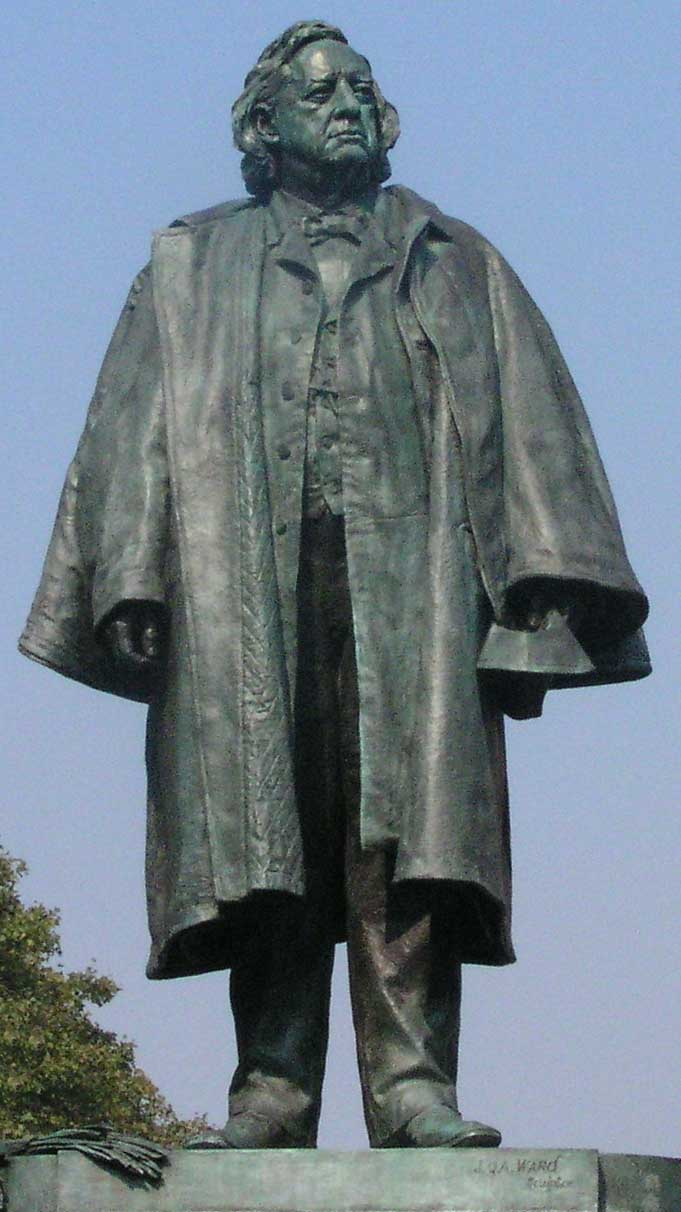
뉴욕 다운타운 브루클린에 있는 헨리 워드 비처 동상

헨리 워드 비처는 연설가일 뿐만 아니라 다작의 저자이기도 했다. 그의 공개 저술은 인디애나에서 농업 잡지인 《더 파머 앤 가드너》를 편집하면서 시작되었다. 그는 회중교회 신문인 뉴욕 인디펜던트의 창립자 중 한 명이자 거의 20년 동안 편집 기고가였으며, 1861년부터 1863년까지는 편집장을 맡았다. 여기에 기고한 글들은 별표(*)로 서명되었고, 그 중 많은 부분이 나중에 모여 1855년에 《스타 페이퍼스; 혹은 예술과 자연의 경험》으로 출판되었다.
1865년, 뉴욕 레저의 로버트 E. 보너는 비처에게 그의 누나의 본을 따라 소설을 쓰도록 2만 4천 달러를 제안했다. 그 후의 소설, 《노우드, 혹은 뉴잉글랜드 시골 생활》은 1868년에 출판되었다. 비처는 노우드의 의도가 "영혼이 크고, 자연의 자녀이며, 비록 기독교인이지만 자연 세계에서 하느님의 진리와 어린아이 같은 공감을 나누는, 책이 아닌 여주인공"을 제시하는 것이라고 밝혔다. 맥두갈은 그 결과로 나온 소설을 "꽃과 풍만한 한숨의 뉴잉글랜드 로맨스... '새로운 신학'은 따뜻한 에머슨과 같았다"고 묘사했다. 이 소설은 당시 비평가들에게 적당히 좋은 평가를 받았다. 1964년 조각가 조지프 키셀레프스키는 뉴욕 시 브롱스 커뮤니티 칼리지의 위대한 미국인 명예의 전당을 위해 헨리 워드 비처를 묘사한 청동 메달을 제작했다. 조각가 존 매시 라인드는 홀의 비처 흉상을 제작했다.

### 출판 작품 목록
- 《젊은이들을 위한 일곱 강연》 (1844) (팜플렛)
- 《스타 페이퍼스; 혹은 예술과 자연의 경험》 (1855). 뉴욕 인디펜던트의 칼럼. 뉴욕: J. C. 더비.
- 《삶의 생각들, 그의 회중 중 한 사람이 헨리 워드 비처의 즉흥 연설에서 모은 것》. 에드나 딘 프록터가 비처의 설교를 기록한 것. 보스턴: 필립스, 샘슨 앤 컴퍼니, 1858
- 《플리머스 설교단에서 온 노트》 (1859)
- 《과일, 꽃, 농업에 대한 평범하고 즐거운 이야기》. 웨스턴 파머 앤 가드너 뉴욕: 더비 & 잭슨, 1859년의 기사.
- 더 인디펜던트 (1861–63) (정기 간행물, 편집)
- 《눈과 귀》 (1862) (뉴욕 레저 신문에서 온 편지 모음집)
- 《자유와 전쟁》 (1863) 보스턴, 티크너 앤 필즈 (1863). 틀:LCCN
- 《젊은이들을 위한 강연, 다양한 중요 주제에 관하여》. 추가 강연이 포함된 신판. 보스턴: 티크너 앤 필즈, 1868
- 《기독교 연합》 (1870–78) (정기 간행물, 편집자)
- 《영혼의 여름》 (1858)
- 《플리머스 설교단의 기도》 (1867)
- 《노우드, 혹은 뉴잉글랜드 시골 생활》 (1868) (소설)
- 《예수 그리스도의 삶》 (1871) 뉴욕: J. B. 포드 앤 컴퍼니.
- 《설교에 대한 예일 강의》 (1872)
- 《진화와 종교》 (1885); 케임브리지 대학교 출판부에서 2009년 재출간. ISBN 978-1-108-00045-1
- 《플리머스 설교단의 잠언》 (1887)
- 《헨리 워드 비처 목사의 전기》 (1888) (윌리엄 C. 비처, 새뮤얼 스코빌 목사 공저)

## 대중문화에서
뉴햄프셔주 캐럴의 크로포드 개울에 있는 비처 폭포는 그를 기리기 위해 이름이 붙여졌다. 그가 방문했을 때 개울에 미끄러져 떨어졌다는 소문이 있다.
1993년 3월, 비처-틸턴 스캔들에서 영감을 받은 새로운 뮤지컬 《사랑하는 헨리》가 브루클린의 퍼스트 프레스비테리안 교회에서 공연되었다. 이 뮤지컬은 딕 터메일과 클린턴 코벳이 쓰고, 재즈 바이올리니스트 노엘 포인터가 음악을 작곡했다.
1997년 영화 《굿 윌 헌팅》에서 윌(맷 데이먼 분)은 재판 중에 《플리머스 설교단의 잠언》을 인용한다.

## 참고 자료
- Applegate, Debby (2006). 《미국에서 가장 유명한 남자: 헨리 워드 비처의 전기》. Doubleday Religious Publishing Group. ISBN 978-0-307-42400-6.
- Beatty, Jack (2008). 《배신의 시대: 미국 돈의 승리, 1865-1900》. Knopf Doubleday Publishing Group. ISBN 978-1-4000-3242-6. 2013년 5월 24일에 확인함.
- Benfey, Christopher (2008). 《벌새들의 여름: 에밀리 디킨슨, 마크 트웨인, 해리엇 비처 스토, 마틴 존슨 히드의 교차 세계 속 사랑, 예술, 스캔들》. Penguin Group US. ISBN 978-1-4406-2953-2.
- Goldsmith, Barbara (1999). 《다른 힘: 참정권, 영매주의, 그리고 스캔들 빅토리아 우드헐의 시대》. HarperCollins. ISBN 978-0-06-095332-4.
- Gyory, Andrew (1998). 《문을 닫다: 인종, 정치, 그리고 중국인 배척법》. Univ of North Carolina Press. ISBN 978-0-8078-6675-7. 2013년 5월 22일에 확인함.
- Hibben, Paxton. Henry Ward Beecher: An American Portrait. New York: The press of the Readers club, 1942.  (Foreword by 싱클레어 루이스.)
- McDougall, Walter A. (2009). 《민주주의의 고통》. HarperCollins. ISBN 978-0-06-186236-6. 2013년 5월 24일에 확인함.
- Morita, Michiyo (2004). 《19세기 미국의 여성에 대한 호라스 부쉬넬》. University Press of America. ISBN 978-0-7618-2888-4. 2013년 5월 22일에 확인함.
- Werth, Barry (2009). 《델모니코에서의 연회: 위대한 정신, 황금 시대, 그리고 미국에서 진화론의 승리》. Random House. ISBN 978-1-4000-6778-7.

## 더 읽어보기
- 뒤킹크, 에버트 A. (1873). "헨리 워드 비처". 유럽과 미국의 저명한 남녀 인물 화보집: 역사, 정치가, 해군 및 군사 생활, 철학, 드라마, 과학, 문학 및 예술 포함. 전기 포함. 뉴욕: 존슨, 윌슨 앤 컴퍼니, 2권, pp. 600–604.
- 맥팔랜드, 필립 (2007). 《해리엇 비처 스토의 사랑》. 뉴욕: 그로브 프레스. ISBN 978-0802118455 (그녀의 "사랑"은 남편 칼빈, 아버지 라이먼, 오빠 헨리이다.)
- 메낭, 루이 (2024년 4월 14일). "목사들이 록스타였을 때". 더 뉴요커. 이것은 샤플렌(2024)의 서문이다.
- 샤플렌, 로버트 (2024). 《자유 연애: 위대한 미국 스캔들의 이야기》. 뉴욕: 맥날리 에디션스. 1954년 알프레드 A. 크놉프에서 《자유 연애와 천국의 죄인들》로 처음 출판됨.
- 스미스, 매튜 헤일 (1869). "비처 씨와 플리머스 교회". 《뉴욕의 햇살과 그림자》 9장. 하트포드: J. B. 버 앤 컴퍼니, pp. 86–100.